# أحمد أبو هيبة
أحمد أبو هيبة (1968 -) هو مهندس ورجل أعمال مصري.

## حياته ونشأته
ولد بالقاهرة عام 1968 لأب عقيد بالجيش المصري والذي استشهد في حرب أكتوبر عام 1973 وهو من أحد مؤسسي قناة التحرير وهو مقدم برنامج «ليطمئن قلبي» تم إذاعته في شهر رمضان 2011 علي قناة التحرير.

## حياته
- 1989 أصبح رئيس اتحاد طلبة هندسة القاهرة
- 1991 لتخرج من كلية الهندسة – جامعة القاهرة
- 1991 بدأ مع مجموعية من الأصدقاء تكوين أول فرقة مسرحية ملتزمة (أطلق عليها بداية المسرح الإسلامي) تحت اسم «مسرح الغد»
- 1992 بداية عروض الفرقة على مسرح نقابة المهندسين واستمرت العروض بمعدل عرض سنويا
- 1992 التحق للعمل بالتلفزيون الياباني كمعد ومدير إنتاج producer
- 1996 توقف العمل بفرقة المسرح بعد أربعة عروض ألف واحد منها وأخرج واحدا وكان بطل اثنين منهما وترأس الفرقة في غالبية الفترة من 91 وحتى 96
- 1998 تأسيس شركة سنا الشرق للإنتاج الإعلامي كأول شركة إنتاج تلفزيوني ملتزمة
- 1999 إنتاج أول عمل درامي ملتزم تحت عنوان «ولاد وبنات» مسلسل درامي قام ببطولته مجموعة من الشباب والفتيات الجدد والذي أصبح بعضهم نجوما فيما بعد
- 1999 إنتاج أول برنامج ديني يطرح الفهم الإسلامي المعاصر، وتقديم الداعية الشاب «عمرو خالد» لأول مرة على الشاشة تحت اسم «كلام من القلب»
- 2001 إنتاج أول سلسلة برامج اجتماعية وهي سلسلة «منى وأخواتها» والتي قدمتها الفنانة «منى عبد الغني» والتي أقنعها أبوهيبة بالعودة، أذيعت على قناة «اقرأ» على مدار 3 أعوام متتالية، كبادرة لهذا النوع من البرامج، وكذلك كانت فتح الباب لكثير من العاملات بالإعلام أن يتحجبن أو يعدن بعد الحجاب
- 2002 إصدار رسالة ماجيستير بجامعة أكسفورد تحت اسم «كلام من القلب التبشير الجديد في الإعلام العربي»، أرخت الرسالة لهذا البرنامج كبداية الإعلام الجديد، ووضعت أبو هيبة على رأس هذا التغيير الجديد
- 2003 كان الرجل الثاني بعد د. طارق السويدان في تأسيس قناة الرسالة
- 2004 أطلقت عليه الصحافة الغربية بأنه من قاد ثورة الإعلام الإسلامي في العقد الأخير، في النيويورك تايمز والواشنطن بوست والعديد من الصحف الغربية
- 2006 بدأ تأسيس قناة فورشباب والتي تعد القناة الغنائية الملتزمة الأولى حاليا
- 2010 اختير للحديث عن التجديد في الإعلام العربي من قبل جامعة جورج تاون الأمريكية في مارس 2010
- 2010 تم اختياره من قبل شبكة سي إن بي سي الأمريكية كواحد من أهم 7 رواد إعلاميين على مستوى العالم، واستضيف في لقاء بث على مستوى العالم ضم العديد من رواد الإعلام العالمي مثل رئيس شركة والت ديزني، ورئيس وكالة رويتر، ورئيس قناة MTV العالمية، وكان العربي والمسلم الوحيد في هذا الحدث الذي أطلق عليه Executive Vision
- سبتمبر 2012 تولى منصب المدير التنفيذي لقناة مصر 25 وأحدث تغييرا كبيرا في الشكل والمحتوى للقناة ثم استقال منها في يناير 2013 على خلفية أحداث الاتحادية

صدر له:
- قضية حسن الساعاتي (رواية)
- مواطن على العشا (كوميديا مسرحية)
- الوزير في البلاعة (كوميديا مسرحية)
- تحول أوراقي إلى المفتي (مقالات)[4]
- أرض الغجر (رواية)[5]
- منتهى العشق (رواية)

## مشاركته سينمائيا ومسرحيا
كان أحمد أبو هيبة متأثرا بالقضية الفلسطينية جدا حتى أنه ألف مسرحية تحمل اسم "أحكي يا درة" ومنها كانت مسرحية لا تصالح ومسرحية "أصحوا يا بشر!!"
وألف مسرحية "روبوتيكا"
ومسرحية "فيتنام تو"
وألف فيلم عزازيل الوعد